# Christoph Frankopan

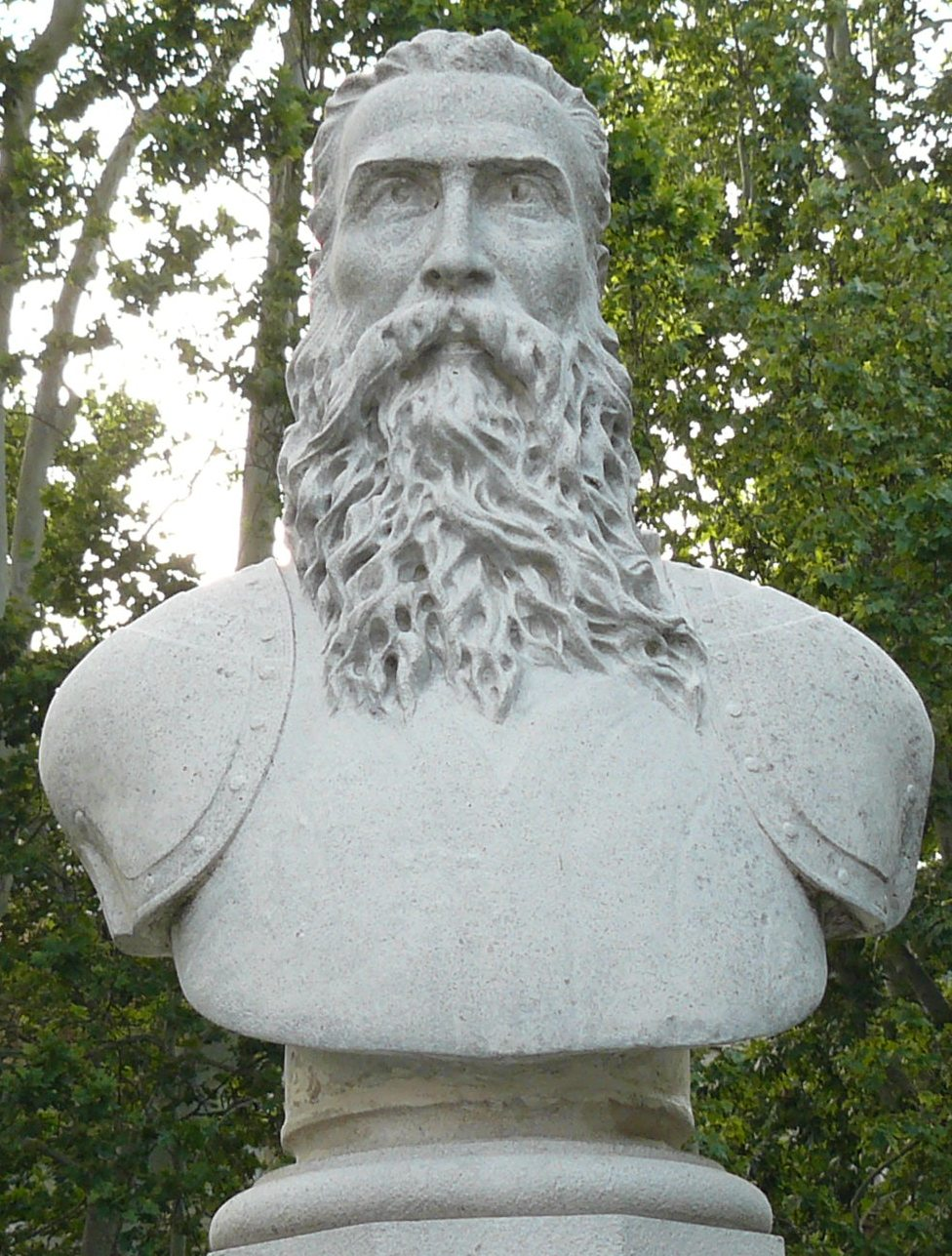
Christoph Frankopan von Ozalj (1482–1527)

Christoph Frankopan von Ozalj, kroatisch Krsto Frankopan Ozaljski, ungarisch Kristóf Frangépan oder auch Christophoro de Frankopan, Frankapan, Frangipani, (* 1482; † 1527) war ein kroatischer Graf aus dem Adelsgeschlecht Frankopan.

## Leben
Er schloss sich, nachdem er unter Maximilian I. und Ludwig II. gegen Venedig und die Türken tapfer gefochten hatte, dem Gegenkönig Johann Zápolya an und verteidigte Slawonien gegen den Grafen Batthyány. Er wurde bei der Belagerung der Burg von Varaždin tödlich verwundet und starb 1527.
Dieser Artikel basiert auf einem gemeinfreien Text aus Meyers Konversations-Lexikon, 4. Auflage von 1888 bis 1890.
| Personendaten    | Personendaten |
| ---------------- | --- |
| NAME             | Frankopan, Christoph |
| ALTERNATIVNAMEN  | Frankopan von Ozalj, Christoph; Frangipani; Frankapan; Frankopan, Kristof (kroatisch); Frankopan, Krsto; Frangepán, Kristóf; Frangepan, Kristof |
| KURZBESCHREIBUNG | kroatischer Graf |
| GEBURTSDATUM     | 1482 |
| STERBEDATUM      | 1527 |